# Sedum pachyphyllum
La planta conocida como dedos de Dios (Sedum pachyphyllum) es una planta perteneciente a la familia de crasuláceas. Su origen es desconocido solo se ha estudiado con material proveniente de cultivos. Se ha atribuido su  origen a las Montañas de Oaxaca, México, entre los 1800 y 2100 metros sobre el nivel del mar. A pesar de su origen desconocido, es ampliamente cultivada y existen numerosas variedades e híbridos empleados con fines ornamentales. Es un pequeño arbusto perenne de hojas suculentas en forma de dedos pequeños. Crece hasta 30 cm de altura. Se propaga fácilmente a través de sus hojas. Sus flores son estrelladas y amarillas.